# Питер Фајт
Питер Корнелис Фајт (хол. Pieter Cornelis Feith; Ротердам, 9. фебруар 1945) јесте холандски дипломата, који је раније служио као специјални представник Европске уније (ЕУСР) и као међународни цивилни представник на Косову и Метохији.

## Биографија
Фајт је рођен у Ротердаму, Холандија, и студирао је политичке науке на Универзитету у Лозани, Швајцарска и дипломирао је на Флечер школи права и дипломатије у Медфорду, Масачусетс, Сједињене Америчке Државе (1970).
Фајт је био активан у спољним пословима од 1970. године. Био је на дужности у Дамаску, Бону, Њујорку (Мисија при Уједињеним нацијама), Картуму и у Холандској мисији при НАТО-у и Западноевропској унији (ВЕУ), у Бриселу. Такође је председавао првом Конференцијом Уједињених нација држава чланица Конвенције о хемијском оружју у Хагу 1997. године.
Фајт је био активан на Балкану током свог времена у НАТО-у, посебно као политички саветник команданта ИФОР-а у Босни и Херцеговини, и био је у Савету ЕУ за процену мисије у Дарфуру. Он је такође био на челу Експертског тима ЕУ за Ирак.
Године 2005. Фајт је био шеф Посматрачке мисије у Ачеху, мисије са мандатом у оквиру Европске безбедносне и одбрамбене политике. Успешна мисија је истекла у децембру 2006. године.
У априлу 2008. године као специјални представник Европске уније предводио је тим званичника ЕУ и одобрио Устав делимично признате Републике Косово.
Ожењен је Кристином Вахтмајстер, која је власница замка Квесарум, и имају три ћерке.
Дана 14. новембра 2008, бомба је експлодирала испред канцеларије Питера Фајта у Приштини. Агенти немачке обавештајне службе БНД, ухапшени су под сумњом да су бацили бомбу. Дана 29. новембра ова тројица су напустила Приштину специјалним летом за Берлин.

## Професионално искуство
- 1970 - 1995 - Дипломатска служба Холандије
- 1995. - 2001. - Организација Северноатлантског пакта (НАТО), лични представник генералног секретара лорда Робертсона за Југославију, директор Управе за управљање кризама и операција, шеф Оперативне групе НАТО-а за Балкан и политички савјетник команданта ИФОР-а за Босну и Херцеговину.
- 2001 - 2010 [10] - Генерални секретаријат Савета Европске уније, заменик генералног директора за политичко-војна питања.
- 2004. - Лични представник високог представника ЕУ, Хавијера Солане, за Судан / Дарфур.
- 2005 - Шеф експертског тима ЕУ за Ирак.
- 2005 - 2006 - Шеф посматрачке мисије у Ачеху (АММ) предвођене ЕУ у Индонезији.
- 2007. - Командант цивилних операција за све цивилне операције ЕБОП-а за управљање кризама, вршилац дужности директора капацитета ЕУ за цивилно планирање и понашање.[11]
- 2008 - 2011 - Специјални представник Европске уније за Косово
- 2008 - 2012 - Међународни цивилни представник за Косово